# Euagrus carlos
Espèce
Euagrus carlos est une espèce d'araignées mygalomorphes de la famille des Euagridae.

## Distribution
Cette espèce se rencontre au Costa Rica, au Nicaragua, au Honduras, au Salvador, au Guatemala et au Mexique au Chiapas,.

## Description
La carapace du mâle holotype mesure 5,2 mm de long sur 4,3 mm.

## Étymologie
Cette espèce est nommée en l'honneur de Carlos E. Valerio.

## Publication originale
- Coyle, 1988 : A revision of the American funnel-web mygalomorph spider genus Euagrus (Araneae, Dipluridae). Bulletin of the American Museum of Natural History, no 187, p. 203-292 (texte intégral).